# Экспедиция Кроуфорда
Экспедиция Кроуфорда (англ. Crawford expedition), или Сандаская экспедиция, или Поражение Кроуфорда — военная кампания 1782 года на западном фронте Войны за независимость США и одна из завершающих операций этого конфликта. 
Американцы во главе с полковником Уильямом Кроуфордом ставили себе цель кампании уничтожение враждебных индейских поселений вдоль реки Сандаски на территории Огайо в надежде прекратить нападения индейцев на американских поселенцев. Экспедиция была одной из множества в долгой серии рейдов против враждебных поселений, которые обе стороны вели в течение всей войны.

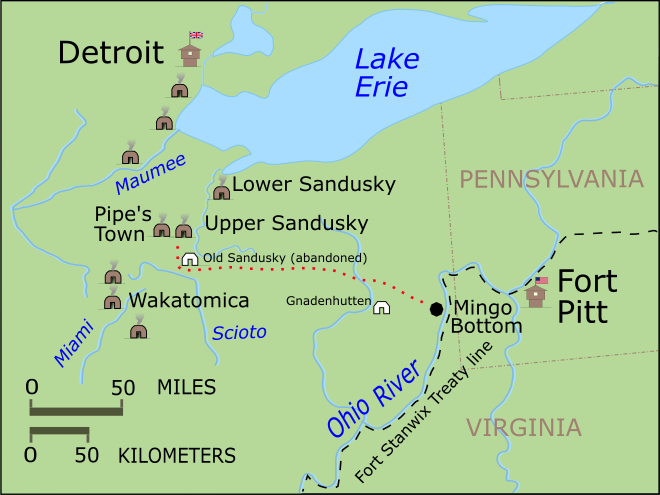
Маршрут экспедиции

Кроуфорд возглавлял силы из около 500 добровольцев-ополченцев, в основном из Пенсильвании, ведя их вглубь индейской территории с намерением застать врагов врасплох. Индейцы и их британские союзники из Детройта, однако, уже знали об экспедиции и собрали силы, чтобы противостоять американцам. После целого дня нерешительных боёв под поселением Сандаски американцы оказались в окружении и попытались отступить. Их отступление превратилось в беспорядочное бегство, но большинству американцев удалось уйти обратно в Пенсильванию. Около 70 американцев были убиты в этой кампании, тогда как индейские и британские потери были минимальными.
Во время отступления полковник Кроуфорд и неустановленное число его людей были захвачены в плен. Индейцы казнили многих из этих пленных в отместку за Гнаденхюттенскую резню, произошедшую в начале этого года, в которой около 100 мирных индейцев были убиты пенсильванскими ополченцами. Казнь Кроуфорда была особенно жестокой: он был подвергнут пыткам как минимум в течение двух часов до того, как его сожгли на костре. Его казнь широко освещалась в США, ухудшив и без того напряжённые отношения между коренными американцами и потомками белых переселенцев.